# Bracon cingulator
Bracon cingulator är en stekelart som beskrevs av Szepligeti 1901. Bracon cingulator ingår i släktet Bracon och familjen bracksteklar. Inga underarter finns listade.